# Piece by Piece (Katie Melua)
Piece By Piece è il secondo album della cantante georgiana-inglese Katie Melua, pubblicato nel 2005.

## Tracce
1. Shy Boy – 3:22 (Mike Batt)
2. Nine Million Bicycles – 3:15 (Mike Batt)
3. Piece by Piece – 3:24 (Katie Melua)
4. Halfway up the Hindu Kush – 3:06 (Katie Melua, Mike Batt)
5. Blues in the Night – 4:12 (Harold Arlen, Johnny Mercer)
6. Spider's Web – 3:58 (Katie Melua)
7. Blue Shoes – 4:39 (Mike Batt)
8. On the Road Again – 4:38 (Floyd Jones, Alan Wilson)
9. Thank You, Stars – 3:39 (Mike Batt)
10. Just like Heaven – 3:35 (Robert Smith, Porl Thompson, Simon Gallup, Lol Tolhurst, Boris Williams)
11. I Cried for You – 3:38 (Katie Melua)
12. I Do Believe in Love – 3:00 (Katie Melua)

Bonus track della Special Edition
1. It's Only Pain – 3:16 (Mike Batt)
2. Lucy in the Sky with Diamonds – 5:54 (John Lennon, Paul McCartney)
3. Sometimes When I'm Dreaming – 3:00 (Mike Batt)